# Antonio Zamara
Antonio Zamara (Milà, Itàlia, 1829 - Hietzing prop de Viena, 1901) fou un músic austríac intèrpret d'arpa.
Fou el pare del compositor i també arpista Alfred Zamara (1863-1940). Va adquirir gran renom com a concertista d'arpa, instrument del que en fou professor durant molts anys en el Conservatori de Viena, on entre d'altres alumnes tingué a Edmund Schuëcker i, també escrivint un gran nombre d'obres per a arpa, flauta, violí, violoncel, trompa, etc.